# I. A třída Jihomoravské župy 1996/1997
V soubojích 4. ročníku I. A třídy Jihomoravské župy 1996/1997 (jedna ze skupin 6. nejvyšší fotbalové soutěže) se utkalo 28 týmů (ve dvou skupinách po 14 účastnících) dvoukolovým systémem podzim–jaro.

## Skupina A
Zdroj: 
| Poř. | Tým                     | Z  | V  | R  | P  | VG | OG | B  |
| ---- | ----------------------- | -- | -- | -- | -- | -- | -- | -- |
| 1.   | FC Hustopeče            | 26 | 19 | 4  | 3  | 78 | 22 | 61 |
| 2.   | TJ Minerva Boskovice    | 26 | 16 | 5  | 5  | 50 | 26 | 53 |
| 3.   | FK Kunštát              | 26 | 16 | 4  | 6  | 48 | 29 | 52 |
| 4.   | FC Čebín                | 26 | 14 | 4  | 8  | 57 | 46 | 46 |
| 5.   | FC Zeman Brno „B“ (N)   | 26 | 12 | 7  | 7  | 53 | 34 | 43 |
| 6.   | FC Židlochovice         | 26 | 11 | 10 | 5  | 44 | 35 | 43 |
| 7.   | TJ MKZ Rájec-Jestřebí   | 26 | 10 | 5  | 11 | 56 | 52 | 35 |
| 8.   | FC Slovan Brno          | 26 | 10 | 5  | 11 | 48 | 50 | 35 |
| 9.   | TJ Sokol Kostice        | 26 | 10 | 4  | 12 | 42 | 43 | 34 |
| 10.  | SK Moravská Slavia Brno | 26 | 9  | 6  | 11 | 38 | 54 | 33 |
| 11.  | TJ Sokol Rudice         | 26 | 8  | 6  | 12 | 47 | 54 | 30 |
| 12.  | TJ Sokol Tvrdonice (N)  | 26 | 8  | 5  | 13 | 35 | 45 | 29 |
| 13.  | TJ Hoštice-Heroltice    | 26 | 2  | 3  | 21 | 28 | 86 | 9  |
| 14.  | FC Bučovice             | 26 | 2  | 2  | 22 | 28 | 76 | 8  |

Poznámky
- Z = Odehrané zápasy; V = Vítězství; R = Remízy; P = Prohry; VG = Vstřelené góly; OG = Obdržené góly; B = Body; (S) = Mužstvo sestoupivší z vyšší soutěže; (N) = Mužstvo postoupivší z nižší soutěže (nováček)
- Čebínští hráli v minulém ročníku ve skupině B.
- Mužstvo Brněnských Ivanovic (vítěz I. B třídy Jihomoravské župy – sk. B 1995/1996) se sloučilo s klubem FC Zeman Brno jako jeho B-mužstvo.[2]

|  | Postup do Jihomoravského župního přeboru 1997/1998      |
|  | Přechod do skupiny B v ročníku 1997/1998                |
|  | Sestup do skupin I. B třídy Jihomoravské župy 1997/1998 |

## Skupina B
Zdroj: 
| Poř. | Tým                                 | Z  | V  | R | P  | VG | OG | B  |
| ---- | ----------------------------------- | -- | -- | - | -- | -- | -- | -- |
| 1.   | TJ Sokol Bedřichov                  | 26 | 19 | 7 | 0  | 75 | 16 | 64 |
| 2.   | FC Spartak Velká Bíteš              | 26 | 13 | 6 | 7  | 47 | 41 | 45 |
| 3.   | FC Medlánky                         | 26 | 12 | 8 | 6  | 50 | 27 | 44 |
| 4.   | TJ Radešínská Svratka (N)           | 26 | 11 | 7 | 8  | 31 | 25 | 40 |
| 5.   | TJ Sokol Tasovice                   | 26 | 11 | 6 | 9  | 40 | 34 | 39 |
| 6.   | TJ Slavoj TKZ Polná                 | 26 | 10 | 8 | 8  | 41 | 38 | 38 |
| 7.   | FC Komín                            | 26 | 10 | 6 | 10 | 39 | 38 | 36 |
| 8.   | FC Miroslav (S)                     | 26 | 10 | 4 | 12 | 51 | 47 | 34 |
| 9.   | FC Spartak PSJ Motorpal Jihlava „B“ | 26 | 9  | 6 | 11 | 33 | 37 | 33 |
| 10.  | SK Moravské Budějovice              | 26 | 8  | 6 | 12 | 43 | 46 | 30 |
| 11.  | TJ Baník Zbýšov (S)                 | 26 | 8  | 6 | 12 | 35 | 56 | 30 |
| 12.  | VTJ Znojmo „B“                      | 26 | 8  | 3 | 15 | 41 | 62 | 27 |
| 13.  | FC Soběšice                         | 26 | 7  | 5 | 14 | 33 | 71 | 26 |
| 14.  | TJ Družstevník Hostěradice (N)      | 26 | 5  | 4 | 17 | 34 | 55 | 19 |

Poznámky
- Z = Odehrané zápasy; V = Vítězství; R = Remízy; P = Prohry; VG = Vstřelené góly; OG = Obdržené góly; B = Body; (S) = Mužstvo sestoupivší z vyšší soutěže; (N) = Mužstvo postoupivší z nižší soutěže (nováček)

|  | Postup do Jihomoravského župního přeboru 1997/1998      |
|  | Přechod do skupiny A v ročníku 1997/1998                |
|  | Sestup do skupin I. B třídy Jihomoravské župy 1997/1998 |